# Geiger–Müllerrör

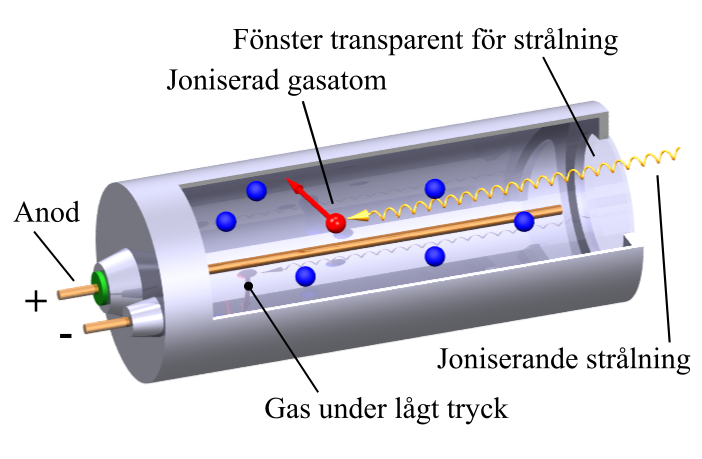
Schematisk bild av ett Geiger-Müllerrör. Cylindern kan innehålla en blandning av vätgas och ädelgas.

Geiger–Müllerröret, eller GM-räknaren, är ett instrument som detekterar joniserande strålning och är namngiven efter Hans Geiger och Walther Müller. Den är huvudkomponenten i en geigermätare.
GM-röret är en gasfylld detektor, mycket likt en proportionalräknare. Skillnaden är att GM-röret använder ett starkare elektriskt fält. GM-röret är cylindriskt, precis som proportionalräknaren, för att erhålla ett kraftigare elektriskt fält. Katoden utgörs av en cylinder och anoden av en tråd i mitten av cylindern (se figur).

## Geigerurladdning

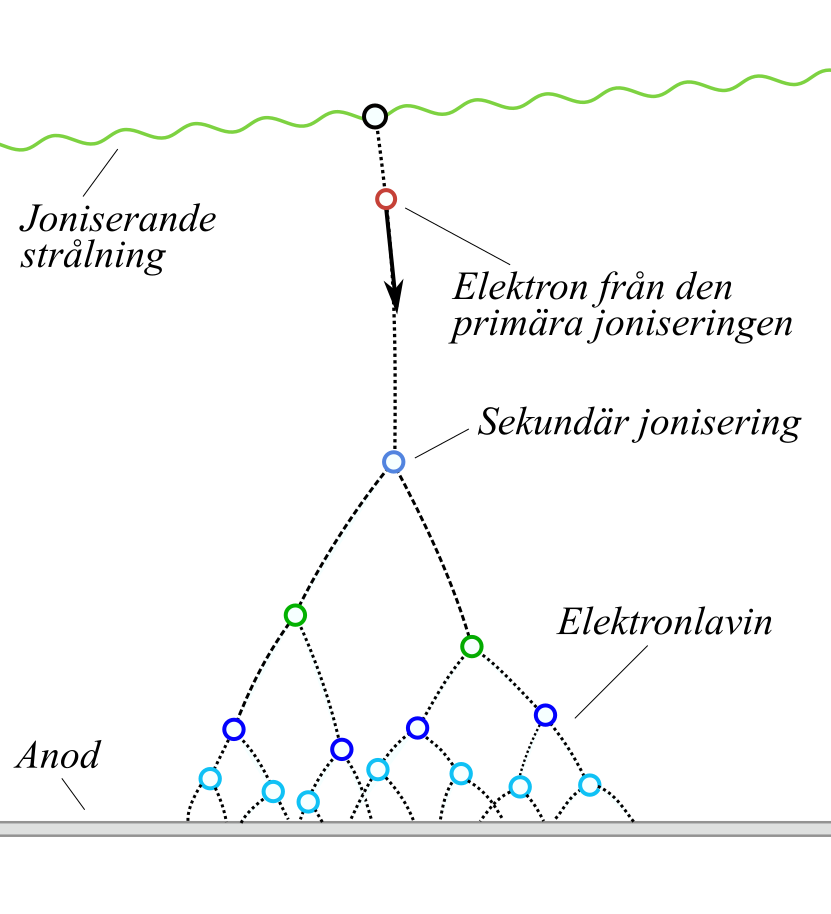
Joniserande strålning orsakar en elektronlavin. Den elektriska fältstyrkan är omvänt proportionell mot avståndet till anoden och avståndet mellan generationer av joniserade partiklar minskar därför snabbt i närheten av anoden.

När joniserande strålning passerar gasen i röret bildas positiva joner och elektroner. Jonerna drivs mot katoden och elektronerna mot anoden (tråden i mitten). Vid lämplig spänning får elektronerna tillräcklig energi för att slå ut nya elektroner och att färdas till anoden. När fler och fler elektroner slås ut, uppstår en så kallad elektronlavin nära tråden.
När elektronerna under sin färd kolliderar med gasmolekyler exciteras dessa som snabbt (inom några nanosekunder) och återgår till sitt grundtillstånd. När exciterade atomer återgår till grundtillståndet sänder de ut fotoner som i sin tur kan slå ut nya elektroner via växelverkan genom fotoelektrisk absorption. När dessa nya elektroner drivs mot anoden medför detta ännu fler laviner; fotonerna orsakar en kedjereaktion. Hela processen fortskrider mycket snabbt och kallas Geigerurladdning. 
I samband med lavinerna uppstår även positiva joner. Dessa rör sig relativt långsamt på grund av sin höga massa i förhållande till elektronerna och samlas runt tråden (där de bildats i samband med laviner). I stort antal kommer de positiva jonerna att ändra det elektriska fältet i röret och till slut kommer urladdningen att stoppas eftersom det elektriska fältet inte längre har tillräcklig styrka för att starta nya laviner (gasmultiplikation). Under denna tid, även kallad dödtid, registreras inga nya pulser.
När jonerna sakta (relativt elektronerna) driver mot katodhöljet, kan de slå ut elektroner som återigen rör sig mot anoden. Till slut återuppstår det ursprungliga elektriska fältet och en ny urladdning startar utan tillförsel av nya partiklar (så kallade falska urladdningar).

## Kvävningsgaser
Falska urladdningar kan undvikas genom att ha en lämplig koncentration av en annan kvävningsgas i GM-röret. Denna gas ska ha en sådan funktion att när de positiva jonerna driver mot katoden skall de kollidera med kvävningsgasen och bilda positiva laddningar (jonisering av kvävningsgasen). Då kvävningsgasen får en positiv laddning kommer dessa att driva mot den negativa katoden och lämpligen skall de då inte slå ut nya elektroner (vilket den andra gasen annars skulle ha gjort). Energin går åt till att bryta upp den komplexa strukturen hos den valda kvävningsgasen och lämnar inte kvar någon energi till att slå ut elektroner, vilket är önskvärt. Detta kallas för inre kvävning. 
Koncentrationen av kvävgaser brukar ligga runt 5-10 %. Etanol och halogener (till exempel klorgas och bromgas) är några vanliga kvävningsgaser.
Ett annat sätt är yttre kvävning. Spänningen reduceras över röret en kort stund efter varje puls. Kretsen kan också ges en stor tidskonstant.